# Nastassja Kinski
Nastassja Aglaia Nakszyński (Berlín Oeste, 24 de enero de 1961), conocida artísticamente como Nastassja Kinski, es una actriz alemana radicada en los Estados Unidos que ha trabajado en más de sesenta películas.

## Biografía
Hija del actor alemán Klaus Kinski y de su segunda esposa, la actriz Ruth Brigitte Tocki, Nastassja creció en un ambiente hostil, en medio de una pobreza itinerante mientras duró el matrimonio, hasta que en 1967 sus padres se separaron. Tras la ruptura matrimonial de sus progenitores, Nastassja apenas volvería a tener contacto con su padre, que las había abandonado y dejado a ella y a su madre en una penosa situación económica.

## Carrera profesional
Tras algunos trabajos como modelo publicitaria y sin tener ninguna preparación como actriz, ya a los 15 años aparece en Falso movimiento (Falsche Bewegung), adaptación libre de un texto clásico de Goethe dirigida por el cineasta alemán Wim Wenders con guion de Peter Handke. El propio Wenders y la actriz Lisa Kreuzer la habían descubierto bailando en una discoteca. Como Wenders se encontraba por aquel entonces realizando el casting para la mencionada película, Kreuzer entabló conversación con la joven para pedir hablar con sus padres; fue entonces cuando supieron que aquella quinceañera que se hacía llamar Stassi era hija del actor Klaus Kinski. No había estado jamás frente a una cámara, pero «desde las primeras tomas», cuenta Wenders, «quedó claro que sería actriz, aunque en aquella época no había tomado aún la decisión definitiva».

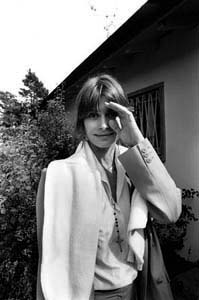
Nastassja Kinski fotografiada en 1989 por Erling Mandelmann.

Es en esta película, rodada en 1974 y estrenada en marzo de 1975, segunda de la trilogía de road movie que Wenders filmó de forma consecutiva, donde Nastassja realiza, con solo quince años, su primer desnudo parcial. De hecho, su interpretación logra centrar la atención del espectador pese a que su personaje ―una enigmática acróbata callejera― no tiene ni una sola línea de texto. Tras su debut, Nastassja pudo empezar a moverse en los ambientes filmográficos y pronto conoció al cineasta de origen polaco Roman Polański, con el que mantuvo una relación sentimental. Años después, a comienzos de los ochenta, Polanski sería decisivo para que la joven actriz decidiera formarse con Lee Strasberg en el prestigioso Actors Studio.

Tras su prometedor debut en Falso movimiento, los siguientes papeles que le ofrecieron buscaban explotar su sensual erotismo juvenil. Así, repite desnudos en el filme de terror La monja poseída (To the Devil a daughter, 1976), que supone su primer desnudo integral a los diecisiete años; Leidenschaftliche Blümchen (1978), traducida en España como Ninguna virgen en el colegio; y Así como eres (Così come sei, 1978), donde seducía a un maduro Marcello Mastroianni. El estreno en los Estados Unidos de esta producción ítalo-española, que se demoró más de un año por su alto contenido erótico para la época, permitió a la joven actriz europea obtener un mayor reconocimiento en la exigente industria estadounidense. La revista Time dijo de ella entonces: «Nastassja Kinski está deslumbrante, genuinamente atractiva y llena de vida». También en sus inicios intervino en una entrega, dirigida en 1977 por Wolfgang Petersen, de la serie policiaca de largometrajes para televisión Tatort.

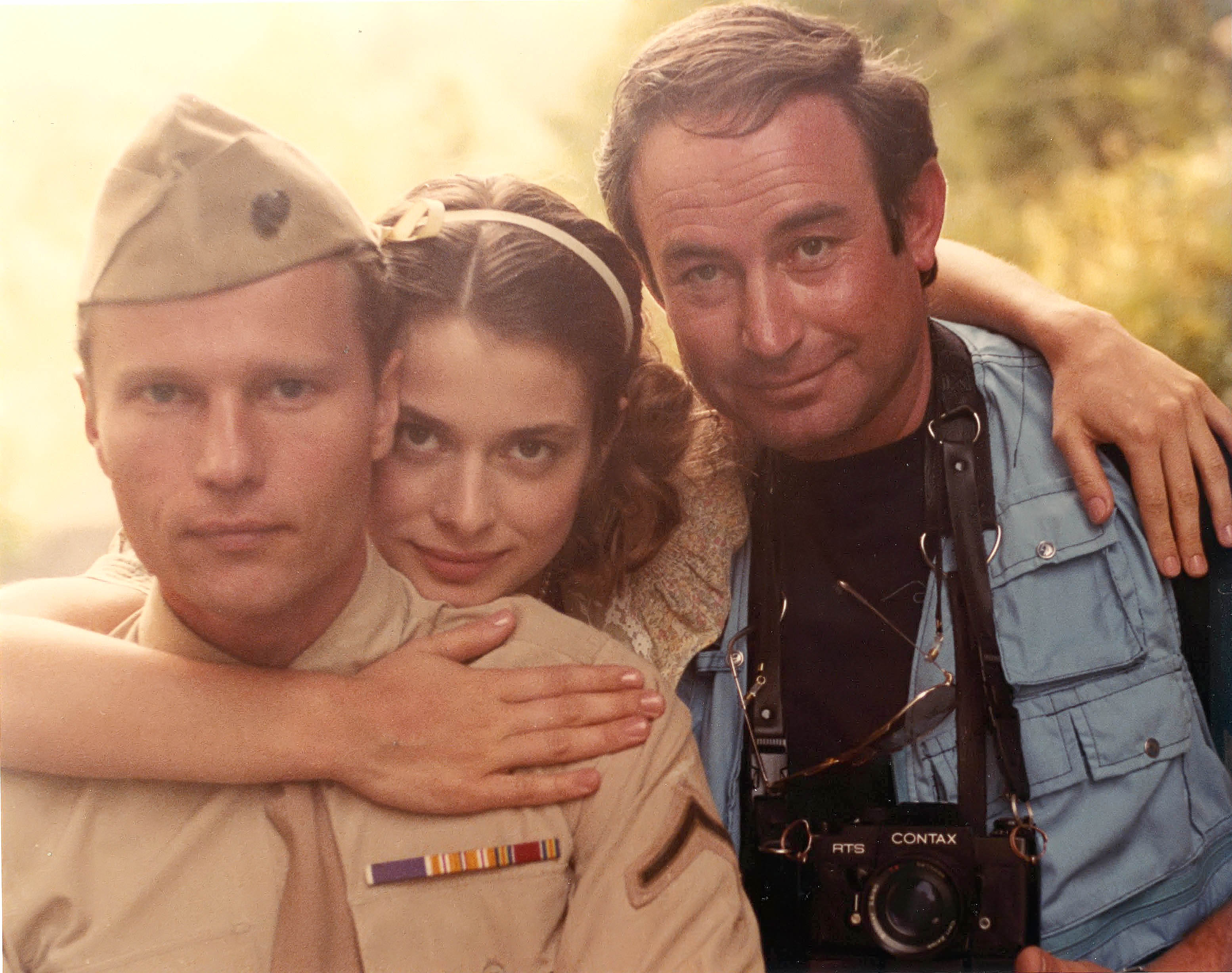
Nastassja Kinski abraza a John Savage y Yoni S.Hamenachem durante el rodaje de Los amantes de María (1984).

Pero su gran oportunidad se la dio Roman Polański en la cinta de producción francesa Tess (1979), adaptación fiel del clásico victoriano Tess, la de los D'Urberville (1891). Kinski resultó una extraordinaria elección para dar vida en la gran pantalla a la melancólica, bella y atormentada heroína de Thomas Hardy. Su interpretación fue premiada con el Globo de Oro a la mejor actriz revelación y con una candidatura al premio César a mejor actriz de la Academia francesa de cine.
En 1981, el fotógrafo Richard Avedon la escoge para una campaña publicitaria en la que apareció en grandes carteles con una serpiente pitón enroscada alrededor de su cuerpo desnudo. Fue por aquella época cuando la actriz germana rompió definitivamente su relación con su padre, a quien acusó de haberla maltratado física y verbalmente y haber intentado abusar de ella.

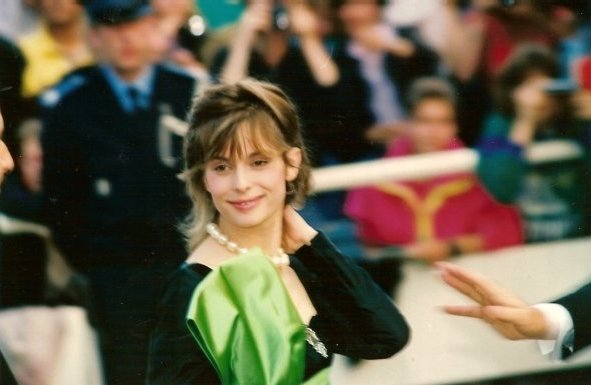
La actriz en el festival de Cannes de 1990.

En 1980, Francis Ford Coppola la seleccionó para otro filme de contenido erótico, El beso de la pantera (Cat People), que dirigió Paul Schrader en 1982. Ese mismo año, Kinski apareció en otra producción de Coppola, Corazonada (One from the Heart); en ella, la berlinesa interpretaba a una equilibrista más etérea que real que hechiza con su encanto al protagonista, Hank (Frederick Forrest). Aunque la cinta fracasó en taquilla, la actuación de Kinski —quien no consintió ser doblada en los ejercicios en la cuerda floja— mereció el aplauso de buena parte de la crítica. También la siguiente, Hotel New Hampshire (1984), basada en la novela homónima de John Irving, resultó un rotundo fracaso de crítica y público.  
Tras esta cadena de producciones fallidas, sería su descubridor, Wim Wenders, quien la sacara de esa sucesión de papeles mediocres con su extraordinaria París, Texas (1984), premiada en el festival de Cannes. A partir de entonces, Kinski trabajó alternativamente, y con éxito irregular, en producciones europeas (La luna sobre el arroyo, 1983; Harem, 1985; o El año de las lluvias torrenciales, 1989) y estadounidenses (Un cebo llamado Elisabeth, 1983; Los amantes de María, 1984; o Revolution, 1985). 
Su carrera pareció repuntar en la década de 1990 con alguna cinta comercial (Velocidad terminal, 1994) y con tres películas aclamadas por la crítica (¡Tan lejos, tan cerca!, de 1993, su tercera y hasta la fecha última colaboración con su director fetiche, Wim Wenders; One Night Stand, dirigida por Mike Figgis en 1997; y Your Friends & Neighbors de Neil LaBute, en 1998).
Ya en el siglo XXI, sus participaciones más destacadas las ha llevado a cabo con dos de los directores de cine independiente más reputados: el inglés Michael Winterbottom, con el que trabajó en El perdón (The Claim), otra adaptación de Thomas Hardy rodada en el 2000, y el estadounidense David Lynch, que le dio un pequeño papel en Inland Empire (2006). Su última aparición en el cine fue en la película Sugar de 2013 del director Rotimi Rainwater.

## Vida personal

### Relaciones sentimentales
En 1976 se especuló que Kinski, que entonces tenía 15 años, había entablado una relación de pareja con el director Roman Polanski, que en ese momento tenía 43. Él lo confirmó en una entrevista de 1994; sin embargo, para ella, esa etapa no pasó de un simple «coqueteo».
Tras un romance con el actor Vincent Spano, a quien había conocido durante el rodaje de Los amantes de María, el 10 de septiembre de 1984 Kinski se casó con el cineasta egipcio Ibrahim Moussa. La pareja estableció su residencia en Argelia y más tarde en Italia, antes de separarse en julio de 1992. Desde entonces, y durante tres años Kinski vivió con el músico Quincy Jones. En 1997, la actriz salió con el productor Jonathan D. Krane, que se estaba separando de su esposa, la actriz Sally Kellerman. 
A lo largo de su carrera, a Kinski se la ha vinculado sentimentalmente también con Paul Schrader, Jean-Jacques Beineix, Rob Lowe, Jon Voight, Gérard Depardieu, Dudley Moore, Miloš Forman y Wim Wenders. En 2012 inició una relación estable con el actor Rick Yune.

### Descendencia
La actriz tuvo su primer hijo, Aljosha Nakszynski (29 de junio de 1984), con el actor Vincent Spano. Después tuvo dos niñas: Sonja (1986), hija de Ibrahim Moussa, y Kenya (1993), fruto de su matrimonio con Quincy Jones. Ambas seguirían los pasos de su madre como modelo.

### Controversia sobre su edad real
A mediados de la década de 1970, la joven actriz suscitó cierto revuelo mediático a raíz de sus desnudos en la pantalla, un escándalo relacionado con la controversia sobre el año real de su nacimiento. Al parecer, ella misma informó a las autoridades estadounidenses de que su fecha de nacimiento era 1959, aunque en Alemania figuraba registrada como nacida dos años después, en 1961, que sería su año real de nacimiento, según se indica en Wikipedia en alemán y también en inglés, así como en Internet Movie Database.
En una entrevista concedida a la revista W en mayo de 1997, Kinski afirmaba haberse sentido explotada por la industria en sus comienzos: «Si yo hubiera tenido a alguien que me hubiese protegido, o si me hubiera sentido más segura de mí misma, no habría aceptado ciertas cosas. Ciertos desnudos. Y eso me produce una profunda desazón».

## Filmografía
- Falso movimiento (Falsche Bewegung) (1974-75)
- La monja poseída (To the Devil a Daughter) (1976)
- Tatort: Reifezeugnis (TV, 1977)
- Ninguna virgen en el colegio (Leidenschaftliche Blümchen, 1978)
- Así come eres (Così come sei) (1978)
- Tess (1979)
- Corazonada (One from the Heart) (1982)
- El beso de la pantera (Cat People, 1982)
- Sinfonía de primavera (Frühlingssinfonie, 1983)
- Un cebo llamado Elisabeth (Exposed, 1983)
- La Luna sobre el arroyo (La Lune dans le caniveau, 1983)
- Infielmente tuya (Unfaithfully Yours, 1984)
- El hotel New Hampshire (The Hotel New Hampshire, 1984)
- Paris, Texas (1984)
- Los amantes de María (Maria’s Lovers) (1984)
- Harem (1985)
- Revolution (1985)
- Maladie d’Amour (1987)
- Magdalene (1989)
- El año de las lluvias torrenciales (Torrents of Spring, 1989).
- In una notte di chiaro di luna (1989).
- L’Alba (1990).
- El secreto (Il segreto) (1990).
- El sol también sale de noche (Il sole anche di notte, 1991)
- Unizhennye i oskorblyonnye (1991)
- La bionda (1992)
- In camera mia (1992)
- ¡Tan lejos, tan cerca! (In weiter Ferne, so nah!, 1993)
- Crackerjack (1994)
- Velocidad terminal (Terminal Velocity, 1994)
- La monja poseída (To the Devil a Daughter, 1995)
- The Great War and the Shaping of the 20th Century (TV, 1996)
- The Ring (TV, 1996)
- Alguien espera (Somebody Is Waiting, 1996)
- Un lío padre (Fathers' Day, 1997)
- Little Boy Blue (1997)
- One Night Stand (1997)
- Bella Mafia (TV, 1997)
- Ciro norte (1998)
- Savior (1998)
- Your Friends & Neighbors (1998)
- El plan de Susan (Susan’s Plan, 1998)
- Jugando con el corazón (Playing by Heart), 1998).
- Inocencia robada (The lost son) (1999).
- El intruso (The intruder) (1999).
- Una tormenta de verano (A Storm in Summer, TV, 2000)
- The Magic of Marciano (2000)
- Injusta condena (Red letters) (2000)
- Juntos, pero no revueltos (Time Share, 2000)
- Quarantine (TV, 2000)
- El perdón (The Claim), 2000)
- Desesperada (Cold Heart, 2001)
- Blind Terror (TV, 2001)
- Enredos de sociedad (Town & Country, 2001)
- La pesadilla de Susi (An American Rhapsody), 2001)
- No digas nada (Say Nothing, 2001)
- Diario de un adicto al sexo (Diary of a Sex Addict, 2001)
- Un extraño entre nosotros (The Day the World Ended), TV, 2001)
- The District (TV, 2001)
- Beyond the City Limits (2001)
- Asesino.com (.com for Murder, TV, 2002)
- Perseguida por toda la ciudad (All around the Town), TV, 2002)
- Paradise Found (2003)
- Las amistades peligrosas (Les liaisons dangereuses, TV, 2003)
- À ton image (2004)
- La mujer mosquetero (Le femme musketeer) (TV, 2004)
- Inland Empire (2006)
- Sugar (2013)